# 烟色隼
烟色隼，或称为烟隼（学名：Falco concolor）是隼属的一种猛禽。该鸟于夏季会在非洲东北部与波斯湾的繁殖，其巢穴多位于崎岖之处，而冬季则会前往非洲南部过冬。烟色隼的猎物主要是小型鸟类和昆虫。目前，烟色隼的种群正在衰退，IUCN将其评为“易危”。

## 种间关系
物种分类上，烟色隼是隼属的一员，又与其他小而敏捷的隼类同属于燕隼亚属。其亲缘关系最近的物种为艾氏隼，但二者并不一定是姐妹种。不同地区烟色隼外貌没有显著差异，故此鸟是单型种。

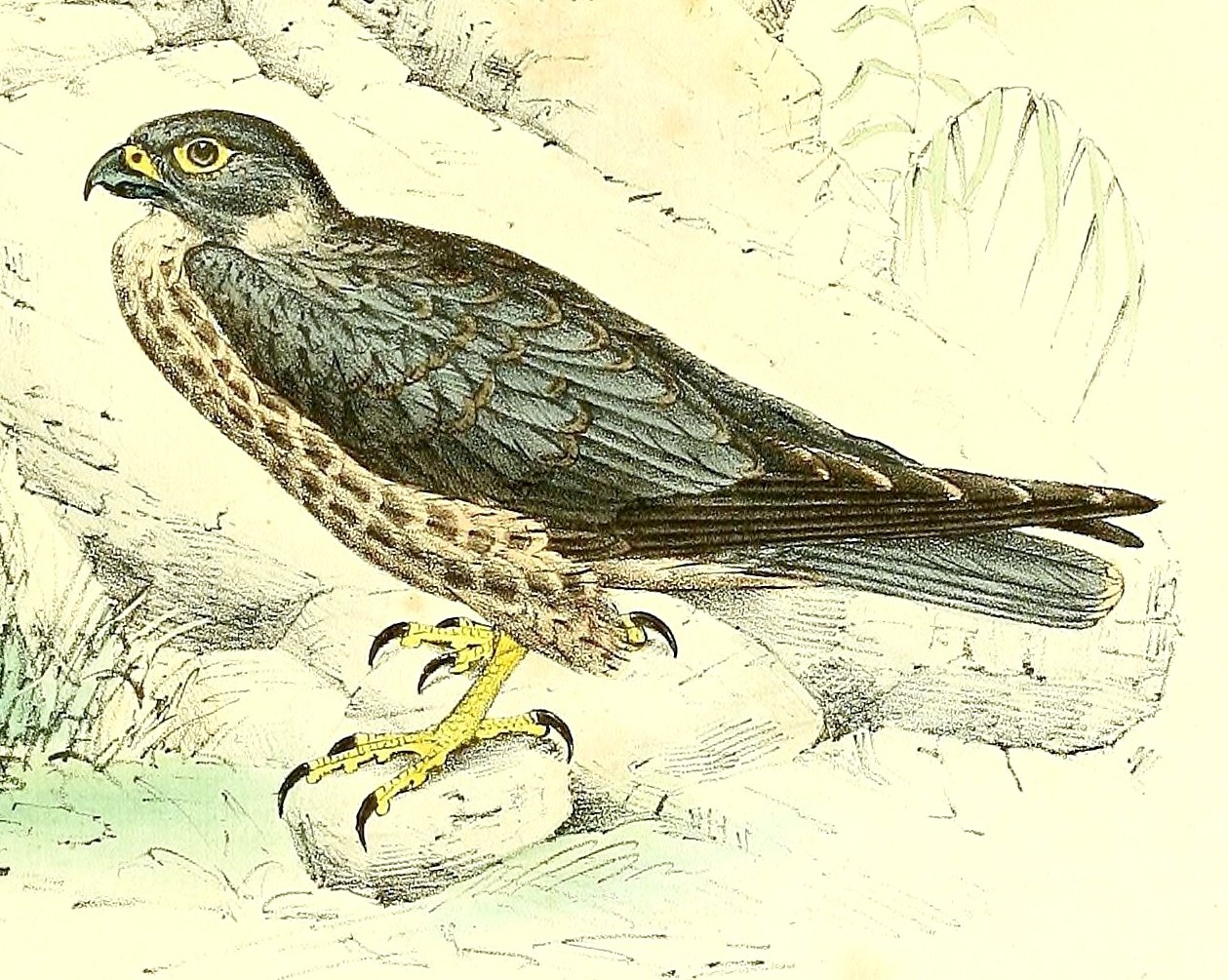
尼德兰艺术家约翰·杰勒德·柯尔曼斯于1868年绘制的烟色隼插画

## 外貌描述
与其他隼类相比，烟色隼大小中等，翼展75—88厘米，体长31—35厘米。成年烟色隼全身披有蓝烟灰色的羽毛，尾部较长，身体苗条，翅膀长而尖。幼鸟的腹部有淡色的条纹，亚成鸟的喉部和面颊则为白色，翅膀和腹部也有淡色条纹 。除去雌鸟略大于雄鸟外，不同性别的烟色隼外貌没有显著差异。

## 物种分布
烟色隼会进行迁徙。其繁殖地位于利比亚、埃及、沙特阿拉伯以及红海上的诸多岛屿，在以色列和约旦的南部与波斯湾内的岛礁上亦有记录。各繁殖地之间彼此不相连。大部分烟色隼均会在马达加斯加越冬，但有少数个体生活在南非和莫桑比克的沿海，另有部分个体会在靠南的繁殖地过冬。

## 物种习性

### 生命周期
大部分烟色隼会在盛夏于非常干旱、没有植被的悬崖峭壁或是土坡上筑巢，但在红树林内曾有发现地面上的鸟巢。其鸟巢多略低于地面且上方有遮蔽。烟色隼每巢有蛋1—4颗，孵化周期约为27-30天。雏鸟会在秋季破壳而出。该季节由于小型鸟类迁徙的原因，烟色隼的食物较为充沛。雏鸟于32—38天后长出羽毛。这段时间中，雌性烟色隼会全程于巢中孵蛋并照顾雏鸟，而雄鸟则会离巢捕猎。烟色隼会在十月下旬抵达过冬地，但部分于马达加斯加过冬的个体可能会在非洲大陆稍作停歇后再前往马达加斯加。烟色隼一般独自迁移，偶尔会形成小群。烟色隼的世代长度为4.1年。

### 捕食
烟色隼多在开阔地带捕猎。烟色隼在繁殖季主要以小型鸟类为食，例如蜂虎、黄鹂和燕子，而非繁殖季的主要猎物则是蜻蜓、蝗虫和蝉等大型飞行昆虫，亦会捕食蝙蝠与蜥蜴。烟色隼一般在黄昏时分捕猎，会于空中擒住猎物的翅膀。

## 种群现状
目前，烟色隼的繁殖地受商业开发破坏严重。于巴林的侯瓦尔群岛以及阿曼的迪马尼亚特岛和苏瓦伊迪岛繁殖的种群数量自均有显著下降。此外，其猎物数量的下降也使烟色隼幼鸟夭折的概率大大提升，对该鸟的盗猎亦时有发生。尽管目前该鸟的具体种群数量尚无定论，但鉴于其种群数量较小且正在衰退，IUCN将其评为“易危”